# Konsultativabstimmung
Die Konsultativabstimmung ist eine Form der Abstimmung, welche keinen rechtlich bindenden Charakter hat.

## Schweiz
In der Schweiz kann eine solche Abstimmung in einem Wirtschaftsunternehmen anlässlich der Generalversammlung stattfinden, wird aber überwiegend auf Gemeindeebene abgehalten, um politische Geschäfte vorzubereiten.
Das Bundesgericht hat eine Konsultativabstimmung auf Gemeindeebene betreffend einer Gemeindefusion als für den Kanton verbindlich erklärt. Hingegen wurde dem Kanton Schaffhausen eine Konsultativabstimmung mit einem ähnlichen Anliegen aufgrund fehlender rechtlicher Grundlage verwehrt.
Seit 1987 besteht in der Schweizer Verfassung die Möglichkeit, den Stimmbürgern der Schweiz und ihrer Kantone mit einem direkten Gegenvorschlag ein doppeltes Ja mit einer Stichfrage zur Abstimmung vorzulegen. Dies stellte eine konsequente Weiterentwicklung einer Konsultativabstimmung in einer rechtlich bindenden Form dar.

## Liechtenstein
In Liechtenstein ist die Konsultativabstimmung eine der drei Formen von Volksabstimmungen; die andere sind das Behördenreferendum aufgrund eines Landtagsbeschlusses und das fakultative Referendum. Zwischen 1921 und 2009 gab es 59 Volksabstimmungen, davon nur eine Konsultativabstimmung, und zwar über die Einführung des Frauenstimmrechts am 4. Juli 1968. Obwohl Frauen eine geringfügig grössere Anzahl an Stimmberechtigten bildeten, wurde die Meinungsumfrage mit 54,5 % der Stimmen negativ entschieden.